# Le Choc du futur
 (décembre 2018).
Si vous disposez d'ouvrages ou d'articles de référence ou si vous connaissez des sites web de qualité traitant du thème abordé ici, merci de compléter l'article en donnant les références utiles à sa vérifiabilité et en les liant à la section « Notes et références ».
Pour les articles homonymes, voir Future Shock (homonymie).
Le Choc du futur est un livre du sociologue et futurologue Alvin Toffler, publié en 1970 et écrit en collaboration avec son épouse, Adelaide Farrell.
Le Choc du futur est la version développée d'un article publié sous le même titre par Toffler en février 1965 dans Horizon (en). Le livre a été traduit en plusieurs langues et s'est vendu à plus de 6 millions d'exemplaires.
L'expression « Future Shock » désigne l'impression, éprouvée par les individus, que « trop de changements se passent en trop peu de temps ». Le concept est parent de la notion de singularité technologique, apparue au début du XXIe siècle.
Toffler considère que la société connaît une phase de transformation structurelle énorme, une révolution qui la fait passer du stade de société industrielle à celui de « société super-industrielle ». Cette transformation déconcerte les gens, et l'accélération des progrès sociaux et technologiques qui en découle les amène à se déconnecter du monde, en éprouvant un « stress et une désorientation destructeurs » – le fameux future shock. Toffler poursuit en attribuant à ce future shock la plupart des problèmes sociaux observés en son temps, également liés à ce qu'il nomme une « surdose d'informations ».
Toffler continue son analyse sur la même lancée dans The Third Wave et Powershift.